# 1527 Мальмквіста
1527 Мальмквіста (1527 Malmquista) — астероїд головного поясу, відкритий 18 жовтня 1939 року.
Тіссеранів параметр щодо Юпітера — 3,613.